# Musée archéologique de Murcie
Le musée archéologique de Murcie se situe dans la ville du même nom, dans la région de Murcie (Espagne). Il trouve son origine dans l'ancien Museo Provincial créé par arrêté royal du Ministère des Travaux Publics en date du 6 juillet 1864 grâce aux contributions de la Commission provinciale des monuments.
Ses premiers sites sont le Teatro de los Infantes (es) en 1864, l'édifice del Contraste de la Seda en 1866 et l'actuel Musée des Beaux-Arts de Murcie (es)  en 1910. En 1953, les collections sont déplacées dans l'actuel édifice construit entre 1941 et 1953 par Luis Moya Blanco et José Luis León pour la Casa de la Cultura, donnant naissance au musée archéologique de Murcie. En 1962, la collection archéologique et l'édifice sont déclarés monuments historico-artistiques.

## Histoire
Le musée archéologique de Murcie est créé au moyen d'un décret royal en date du 6 juillet 1864, constitué à partir de l'ajout d'une section du musée de la peinture et de la sculpture, créé plus tôt la même année.
Un décret royal en date du 29 novembre 1901 définit les documentations dans les musées en Espagne et classent le musée archéologie de Murcie comme un musée d’État, ainsi que quinze autres musées du pays. En 1910, le musée déménage dans le bâtiment Cerdán. Cette même année le premier registre des œuvres est créé par date d'arrivée et avec une petite description.
Le premier guide paraît en 1924 sous le nom de Museo Arqueológico Provincial de Murcia, Catálogo de sus Fondos y Colecciones et est rédigé par C. Selgas Domínguez.
En 1941, une publication réalisée par D. Augusto Fernández Avilés sous le nom de Memorias de los Museos Arqueológicos Provinciales récapitule les principales collections du musée.
Dans les années 1950, le musée déménage de nouveau pour ses locaux actuels, également connus sous le nom de Casa de la Cultura. Le 2 août 1956 se termine les inscriptions des œuvres dans le premier registre. Toujours en 1956, la Dirección General de Bellas Artes publie une guide faisant une description de chaque objet de l'exposition permanente.
Un premier catalogue est créé dans les années 1970 pour référencer les 9 790 éléments exposés dans les douze salles.
L'État espagnol transfère la gestion du musée à l'administration régionale de Murcie en 1984, tout en conservant sa propriété. Ce transfert de fonction est confirmé l'année suivante par la loi 16/1985 du 25 juin 1985 sur le bien d'intérêt culturel. À partir de 1984 jusqu'en 1986, un nouveau registre supervisé par P. Lavado Paradinas est mis en place. À cette date, des réserves commencent à être créée et les salles d'exposition permanentes sont rénovées. En 1989, le musée créée la revue Verdolay produite chaque année et dont il reste l'éditeur.
À la fin 2019, des travaux commencent pour permettre une visite virtuelle intégrale en réalisation une copie numérique du musée. L'inauguration est prévue pour l'année 2020, mais l'arrivée du COVID retarde la présentation.
|                                     |
| MAM et Gran Vía Alfonso X el Sabio. |

|                    |
| Accès et terrasse. |

|                           |
| Réception et information. |

## Collections
Dans le musée, une exposition permanente d'archéologie de Murcie et de sa région du Paléolithique jusqu'à la fin de la période romaine est présente. La section sur l'archéologie musulmane médiévale est actuellement exposée au musée de Sainte-Claire.
Les réserves se situent au sous-sol du bâtiment. Les éléments non-exposés y sont stockés dans des boîtes en polycarbonate indéformables et y sont classés par culture, puis par site.

### Rez-de-chaussée

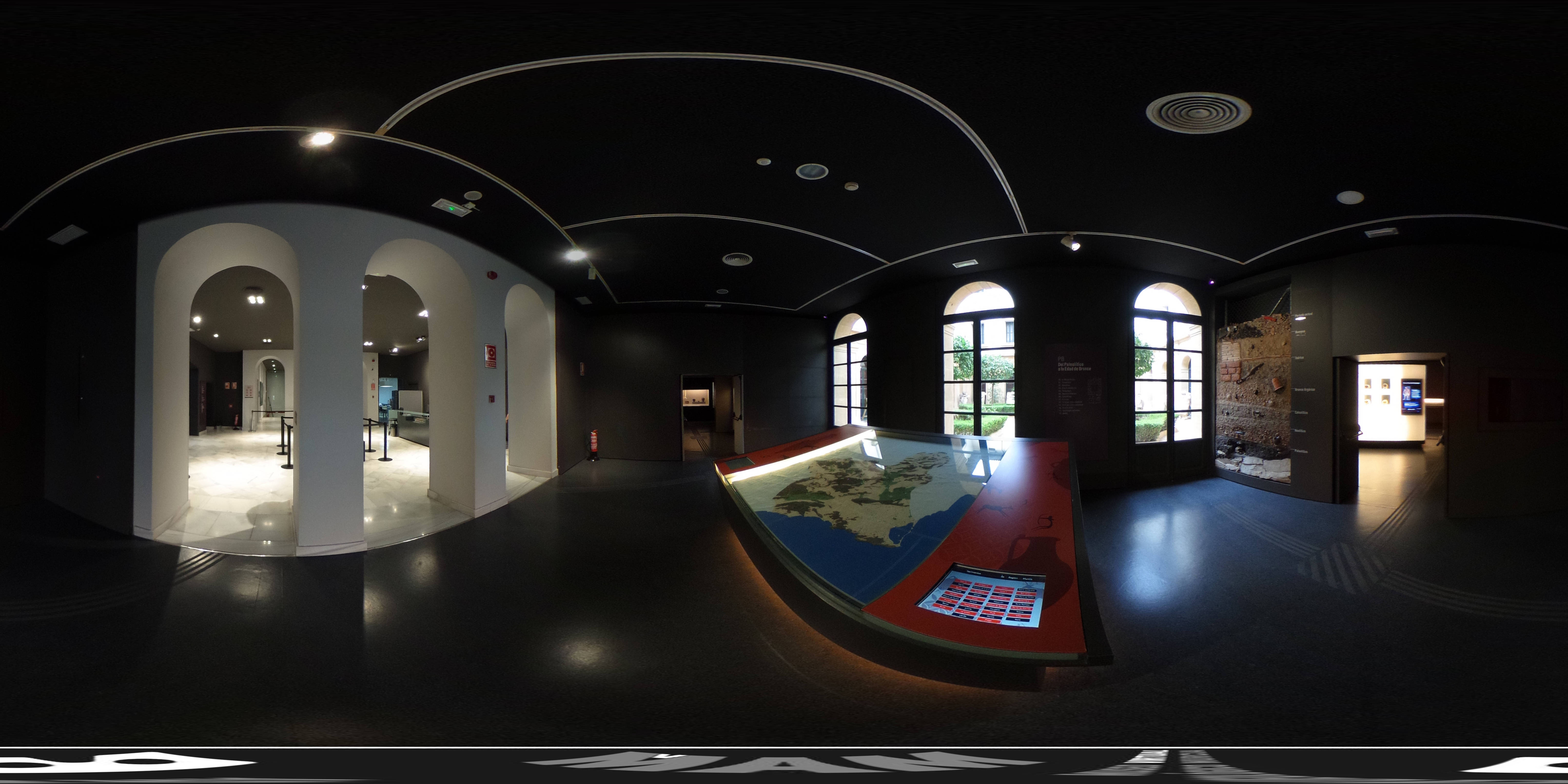
Rez-de-chaussée - Espace d'accueil.

La salle 1 présente une maquette de la région de Murcie et une visite virtuelle de ses principaux sites archéologiques, classés par culture et par commune.
La salle 2 est consacrée au Paléolithique. Au cours de cette longue période culturelle, de l'origine des hominidés (il y a plus de deux millions et demi d'années) aux changements climatiques de l'Holocène (il y a environ dix mille ans), l'homme évolue en tant qu'espèce, apprend le feu et développe différentes avancées technologiques au sein d'une économie de subsistance basée sur la chasse, la pêche et la cueillette. Dans le cas de la région de Murcie, la période est bien documentée à partir du Paléolithique moyen. La salle expose des collections de sites moustériens tels que Las Toscas (Molina de Segura), Cerro de la Fuente (Yecla) et Cueva Antón (Mula), mettant également en évidence le complexe épipaléolithique de Cueva del Algarrobo (Mazarrón). Un audiovisuel sur l'évolution humaine explique les étapes de l'évolution humaine, tandis qu'un autre nous montre la variété des objets lithiques paléolithiques et leur fonctionnalité.
La salle 3 traite du Néolithique, période dans l'histoire de l'évolution humaine localisé entre le VIIIe et le IVe millénaire av. J.-C., et caractérisée par la sédentarisation progressive des sociétés et les débuts de l'agriculture et de l'élevage, après des processus d'expérimentation lents et inégaux. Dans la salle, un modèle de cabane est reconstitué et une collection de fragments de céramique décorée du site de Hondo del Cagitán (Mula) et un ensemble de haches de la tradition néolithique-énéolithique sont exposés dans la vitrine voisine.
La salle 4 est axée sur l'art préhistorique. À partir du Paléolithique supérieur et jusqu'à l'âge du bronze, les communautés européennes développent les premières manifestations dotées d'une intention esthétique et symbolique que l'on peut aujourd'hui définir comme de l'art. L'importance des manifestations d'art rupestre dans la région de Murcie conduit à sa déclaration par l'UNESCO comme site du patrimoine mondial le 2 décembre 1998. Dans la salle, deux audiovisuels sont projetés en parallèle : l'un montre le processus de fabrication d'une peinture et l'autre reproduit, sur le décor d'une grotte, les copies des principales peintures préhistoriques connues dans la région.
La salle 5 est consacrée aux avancées techniques qui ont permis aux sociétés préhistoriques de mieux s'adapter à l'environnement et d'améliorer progressivement leurs conditions de vie. Dans la salle, trois vidéos montrent la fabrication d'ustensiles lithiques, en os et en céramique, sur une sélection d'outils avec différents processus de production et avec différents degrés de complexité, met l'accent sur le concept d'évolution.
La salle 6 permet de recréer un atelier d'archéologie. Un environnement de laboratoire, avec différents instruments d'analyse et des répliques d'objets archéologiques qui nous permet de déchiffrer les clés de notre passé.
La salle 7 est consacrée au Chalcolithique. Entre le IVe et le IIe millénaire av. J.-C., de nombreuses transformations dans les modes de peuplement et dans le domaine funéraire révèlent l'apparition de sociétés plus avancées. Tout au long de la période, d'importantes avancées technologiques ont lieu, parmi lesquelles se distingue l'apparition de la métallurgie du cuivre. Dans la première partie de la salle, consacrée à la vie quotidienne, un modèle de maison chalcolithique est exposé ainsi que plusieurs vitrines avec une sélection de matériaux lithiques, métalliques et céramiques qui expliquent le développement des activités économiques dans les villes, mettant en évidence Murviedro (Lorca). Dans la vitrine 4, un ensemble d'éléments en forme de cloche est présenté. Les différences des rituels funéraires caractéristiques de l'époque est expliquée dans la dernière partie de la salle où les vitrines présentent des objets funéraires appartenant à différents sites aux sépultures multiples tels que Barranco de La Higuera (Fortuna), Loma de los Peregrinos (Alguazas) ou Murviedro, tandis qu'un audiovisuel décrit le processus de construction d'un monument funéraire mégalithique.
La salle 8 est axée sur l'archéologie du domaine de la mort. Un audiovisuel montre le monde de la mort et des croyances à la Préhistoire et explique comment l'étude et l'analyse des pratiques funéraires permettent de découvrir de nombreux détails sur les sociétés d'autrefois.
La salle 9 est consacrée à la culture d'El Argar. Au IIe millénaire av. J.-C. dans le sud-est de la péninsule Ibérique une culture avec des caractéristiques particulières apparait, connu sous le nom de culture d'El Argar. Une introduction interactive permet de parcourir l'édition fac-similé du livre sur les premiers âges du métal dans le sud-est de l'Espagne, par Louis Siret et son frère, pionniers de l'archéologie dans la région et surtout de la culture argarique. Dans la vitrine 2, une série de matériaux céramique sont exposés, parmi lesquels il convient de noter des poteries carénées de La Bastida de Totana, la coupe de Cabezo Negro (Lorca) ou le vase lenticulaire de Monteagudo. Dans la vitrine 3, des matériaux qui expliquent la prolifération et la généralisation de l'utilisation de métaux tels que le cuivre, le bronze et l'argent pour fabriquer des outils, des armes et des ornements, l'épée de Cabeza Gorda et le poignard à huit rivets de Monteagudo. La reconstitution de la maison Y/Z à El Rincón de Almendricos (Lorca) permet de découvrir la vie quotidienne d'un village argarique. Parallèlement, des matériaux caractéristiques tels que des meules, des céramiques, des poids de métier à tisser, l'industrie lithique et osseuse et des fragments de toiture provenant de sites comme La Bastida de Totana et El Rincón de Almendricos sont exposés. Le domaine funéraire dans la culture d'El Argar se caractérise par l'inhumation des cadavres à l'intérieur des villages ou dans les zones proches de ceux-ci. Une grande vitrine montre différents mobiliers funéraires en urnes, cistes et urnes doubles des sites de Puntarrón Chico(Beniaján), Los Molinicos (Moratalla) et Loma del Tío Ginés (Puerto Lumbreras). Les vitrines 6-7 présentent des assemblages de matériaux trouvés dans deux sites de la région de Murcie, tels que Monteagudo et La Bastida de Totana.
La salle 10 a pour thématique la fin de l'âge du bronze. A la fin du Ier millénaire av. J.-C., les communautés humaines du sud-est de la péninsule connaissent une série de transformations. Tout au long de la période, les éléments acquis lors des périodes précédentes restent utilisés, mais de nouvelles formes d'exploitation des ressources naturelles sont également détectées, ainsi qu'une augmentation des réseaux d'échange, un développement des activités métallurgiques et l'introduction d'avancées technologiques. Dans la salle, une série de matériaux métalliques sont exposés, parmi lesquels se distingue la hache à anneau latéral de technologie de type atlantique de Peña Rubia (Lorca). L'ensemble des matériaux du complexe funéraire Llano de Los Ceperos (Lorca) témoigne de l'adoption de la crémation dans les rituels funéraires de l'époque. La salle est complétée par un parcours interactif avec les grands groupes culturels de la fin de l'âge du bronze et les routes commerciales phéniciennes en Mer Méditerranée.
La salle 11 est axée sur la technologie des métaux. La métallurgie est l'une des avancées technologiques les plus importantes de la Préhistoire. Dans la salle, le processus métallurgique est expliqué avec une projection audiovisuelle et différents matériaux liés au travail minier et métallurgique sont exposés.

### Premier étage

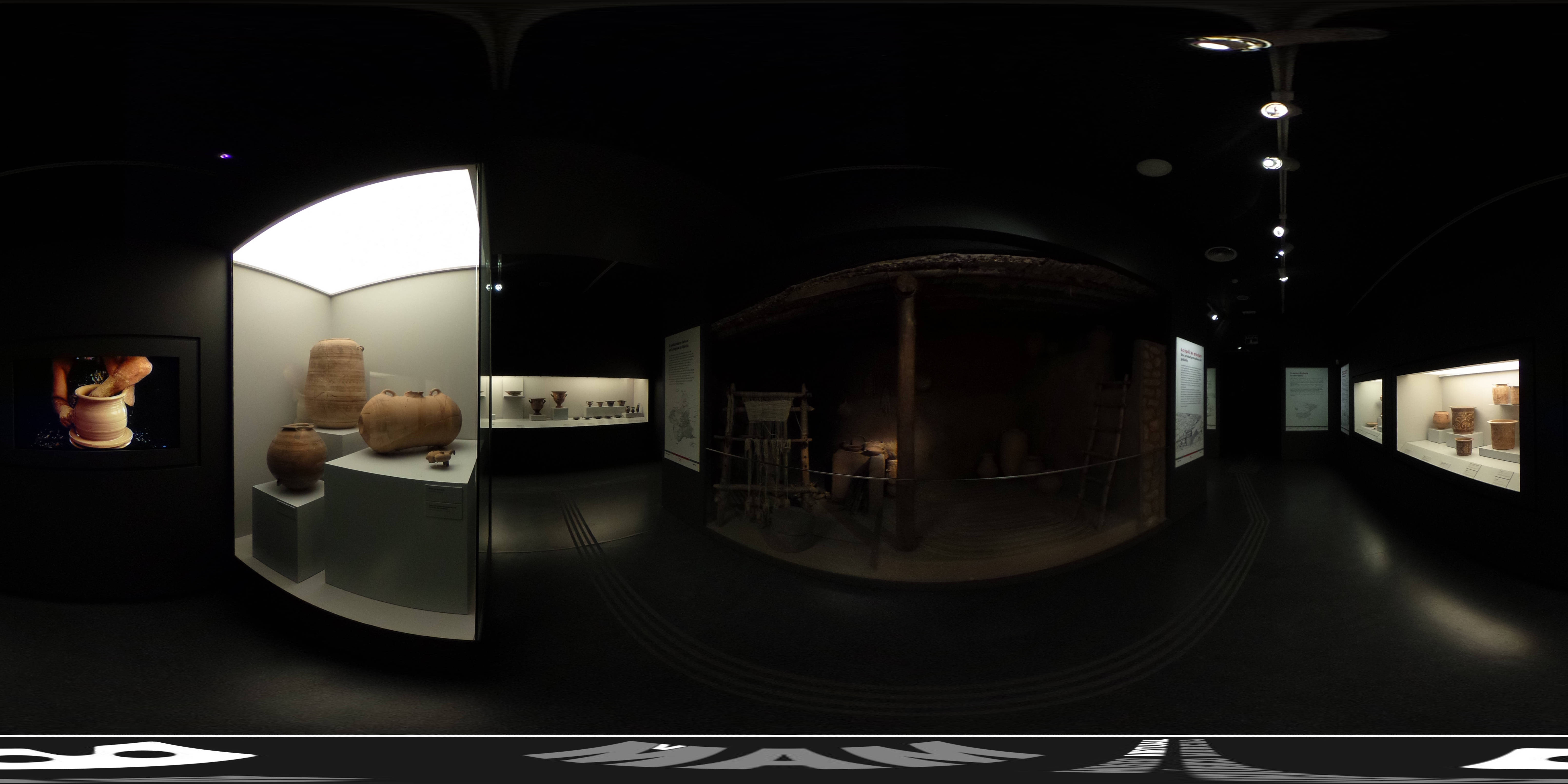
Partie consacrée aux Ibères dans la salle 12.

Plan de la salle 12.

Une salle est consacrée à l'apparition de l'écriture, c'est-à-dire le passage de la Préhistoire à l'Histoire. Dans cette salle, différents alphabets connus en Mer Méditerranée sont projetés, tels que le phénicien, le grec, l'ibère et le latin.
La salle 12 est centrée sur la culture ibérique. L'évolution interne des sociétés indigènes de la fin de l'âge du bronze et les apports des peuples de la Méditerranée orientale et centrale (Phéniciens, Puniques-Carthaginois, Grecs et Étrusques) favorisent le développement de la culture ibérique dans une grande partie du territoire péninsulaire entre les VIIe et Ier siècle av. J.-C. Dans la première partie de la salle, des matériaux du site de Los Molinicos (Moratalla) accompagnent la reconstitution d'une maison du même site et nous rapprochent des formes d'exploitation économique ibérique et du développement de la vie dans les villes. Les vitrines 3 et 4 présentent des matériaux céramiques qui montrent l'évolution de la céramique ibérique. Parallèlement aux ensembles de céramiques, un document audiovisuel montre un potier fabriquant un calathos. Cet élément mettant en évidence le développement important de la production de poterie spécialisée qui conduit à la prolifération de l'utilisation de la roue. Parmi les matériaux exposés, les calathos de la tombe 500 de Verdolay (es) datant du IIe siècle av. J.-C., et un vase à décor zoomorphe très réaliste appelé « vase aux chèvres et poissons ». Une sélection de céramiques attiques, puniques et de Rosas peut être vue dans la salle consacrée au commerce, avec des exemples tels que les skyphos attiques de Castillejo de los Baños (Fortuna), les cratères de Cabecico del Tesoro (Verdolay, Murcie) et de Galera (Grenade) ou l'Œnochoé à figures rouges d'Alcantarilla. Le monde religieux ibérique, qui est influencé par des éléments indigènes et des éléments d'autres régions de la Méditerranée, est bien représenté dans la salle à travers les matériaux découverts dans le sanctuaire de La Luz (Verdolay, Murcie), parmi lesquels il est à souligner la collection d'ex-voto en bronze et la tête de déesse en pierre. La société ibérique est connue en grande partie grâce aux objets funéraires récupérés dans les nécropoles, car les différences de statut et de sexe y sont visibles. Dans cette salle, des objets funéraires appartenant à des guerriers sont exposés comme ceux trouvés dans la tombe 597 de Cabecico del Tesoro et ceux de la tombe 7 de Castillejo de Los Baños. Les vestiges retrouvés à Cabecico del Tesoro sont enregistrés à l'inventaire en 1954. Les processus de transformation de la société ibérique sont expliqués en analysant l'évolution des objets funéraires apparus dans la nécropole de Cabecico del Tesoro, du IVe au Ier siècle av. J.-C., période de romanisation du territoire. Enfin, une série d'éléments sculpturaux trouvés comme par exemple dans le monument funéraire de Coy (Lorca) et la sculpture assise de Verdolay, révèlent le développement artistique atteint à l'époque ibérique.
| |
| Cratère grec à figures rouges, appelé La apoteósis de Hércules provenant de la nécropole ibérique de Verdolay (es). |

|                                                                              |
| Œnochoé grec datant du Ve-IVe siècle av. J.-C. et originaire d'Alcantarilla. |

|                                             |
| Œnochoés ibériques originaires de Verdolay. |

|                                          |
| Calathos ibérique provenant de Verdolay. |

|                 |
| Vue d'ensemble. |

|          |
| Détails. |

|                    |
| Avec codification. |

La salle 14 est consacrée à l'époque romaine. Depuis le IIe siècle av. J.-C., les sociétés indigènes de la péninsule commencent un processus de transformation motivé par la conquête romaine du territoire, après les affrontements survenus entre les Romains et les Carthaginois à la fin du IIIe siècle av. J.-C. La richesse minérale du sud-est de la péninsule explique les efforts de Carthage et de Rome pour contrôler la région et l'importance économique de cette activité pendant cette période est montrée par l'exposition d'une collection d'objets miniers de Mazarrón et de Carthagène. Dans la première partie de la salle, il est possible de voir des matériaux de la période républicaine, parmi lesquels le groupe de terres cuites de Calvi et la mosaïque avec une inscription de Loma de las Herrerías (Mazarrón). À l'époque, la région entretient des échanges commerciaux avec les régions limitrophes et avec Rome, la reconstitution d'un navire explique ce flux continu d'activités commerciales en Méditerranée. Les activités minières, agricoles et de pêche attirent des colons et des marchands, ce qui entraîne l'apparition d'élites, la croissance progressive des centres urbains et un important processus de monumentalisation des villes comme c'est le cas dans le sud-est de la péninsule avec la ville de Carthago Nova, qui a été recréé dans un modèle. La domus dans les centres urbains et la villa dans les zones rurales sont les modèles caractéristiques de l'époque. Dans la salle, des éléments de vaisselle et d'ornementation domestique sont exposés avec des exemples de mosaïques et de décorations murales des villas Paturro (es) à Portmán (La Unión) et Los Torrejones (Yecla). Une autre vitrine expose des objets liés à la parure et à l'hygiène personnelle, tels que des aiguilles, des onguents en verre et des amulettes de diverses provenances.
Les vestiges de l'époque romaine occupent un grand espace du musée à travers la sculpture, la céramique, les mosaïques et la numismatique, que ce soit à travers la remarquable collection de la villa romaine de Paturro à Portmán ; les sculptures Terra Mater et Dioses Tutelares de Mazarrón, l'autel Pacis de Carthagène (avec une reproduction de l'original dans le musée d'archéologie de Catalogne à Gérone), ainsi que les collections de deniers et de bronze. Il y a également l'autel de Begastri (Cehegín), qui représentent des collections d'ustensiles miniers et une collection d'épigraphie classique.
L'époque paléochrétienne est bien représentée avec les matériaux du Martyrium de la Alberca et de la basilique de Algezares, tandis que les sept siècles de présence musulmane en Espagne en général et dans la région de Murcie en particulier, fournissent de riches vestiges à partir desquelles nous mettons en évidence des céramiques estampilles ou graffitées de plusieurs sites de la région.

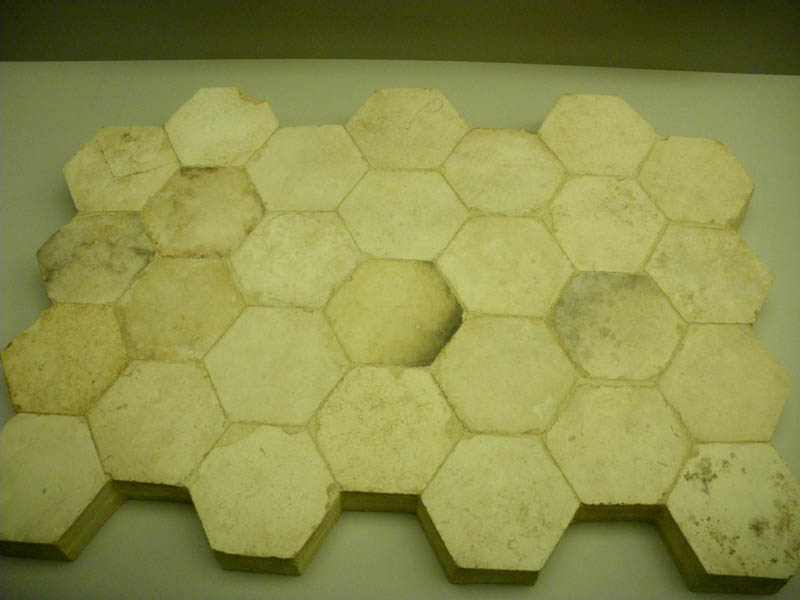
Mosaïque de la villa romaine du Paturro.
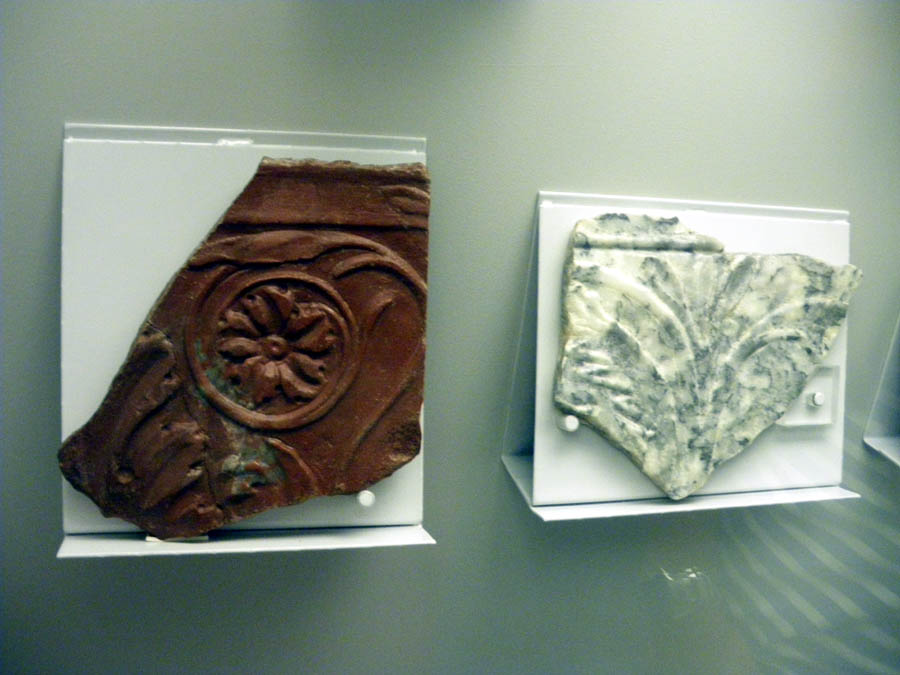
Décoration pariétale de la villa romaine du Paturro.
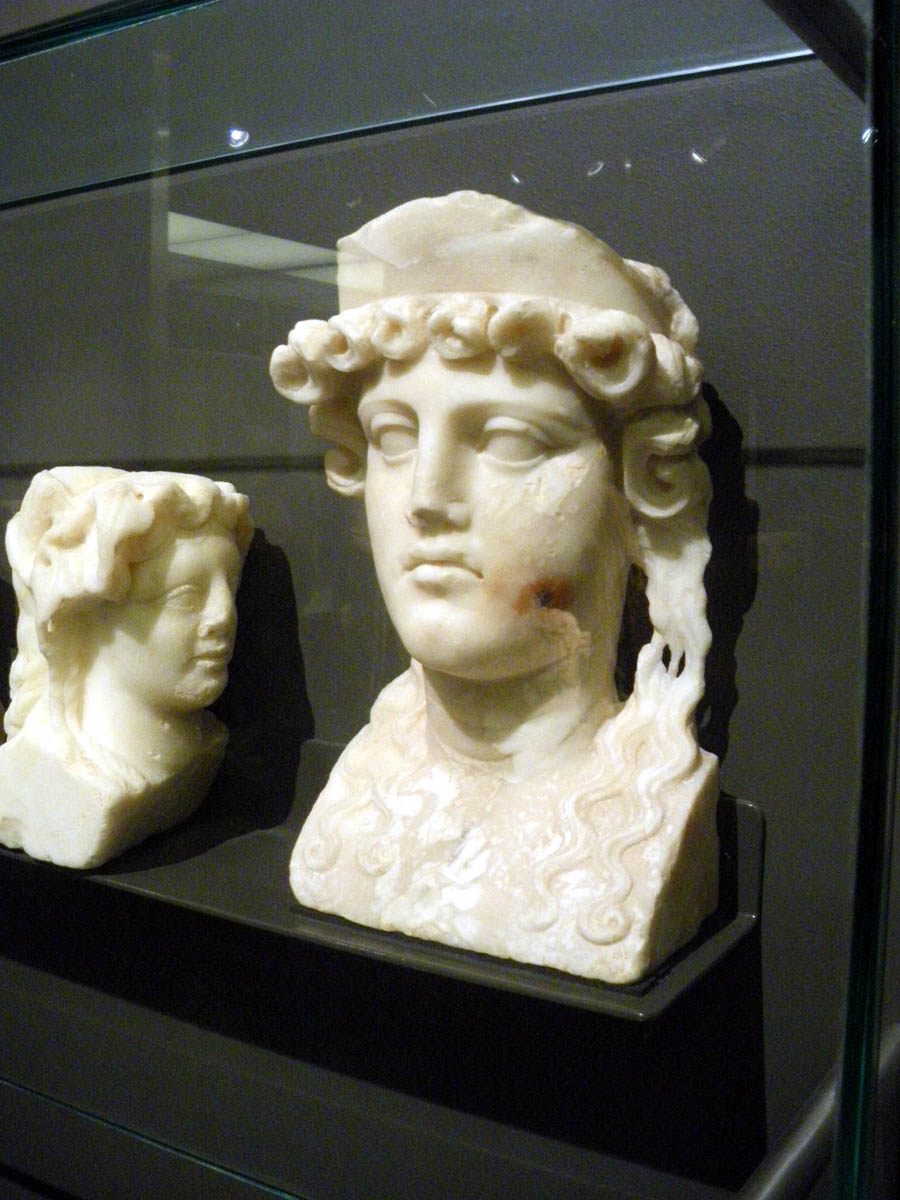
Herma romain provenant de Carthago Nova (Carthagène).
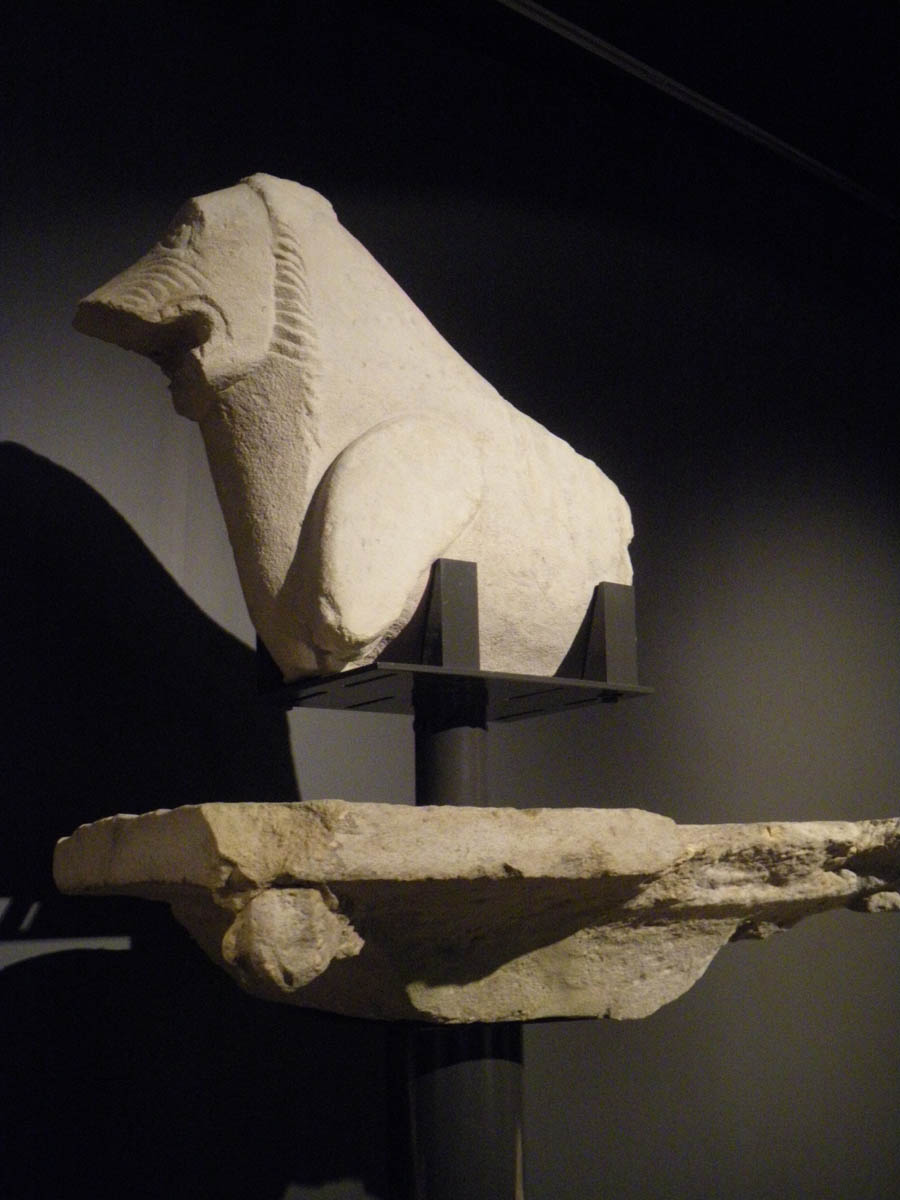
León de Coy, sculpture ibérique originaire de Coy (Lorca).
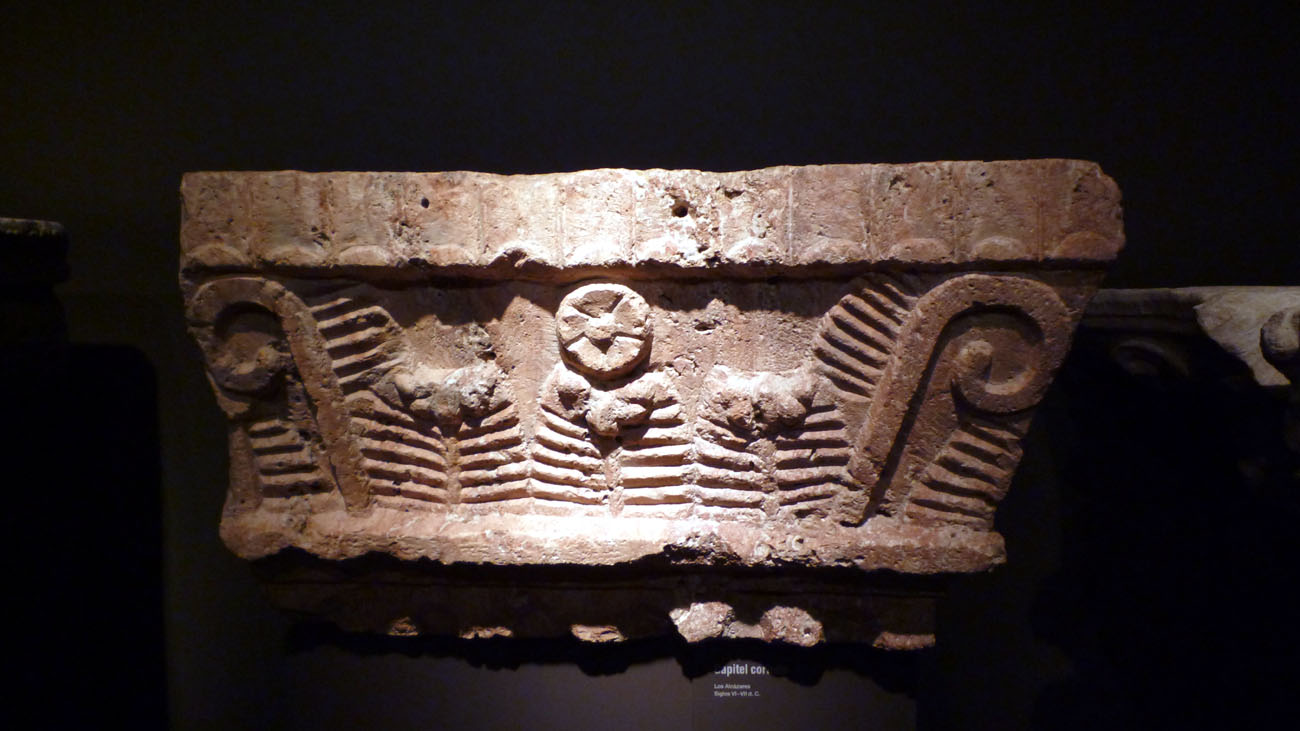
Chapiteau wisigothique venant de Los Alcázares.
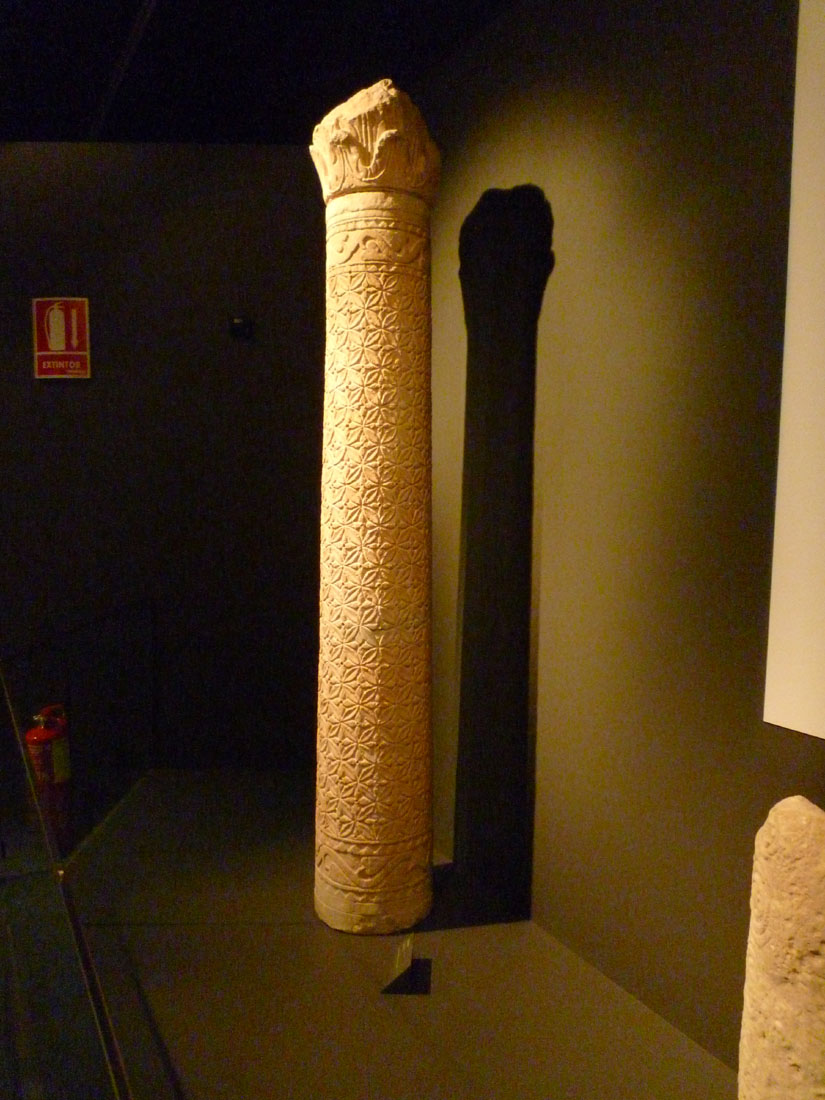
Colonne issue d'une basilique paléochrétienne d'Algezares.
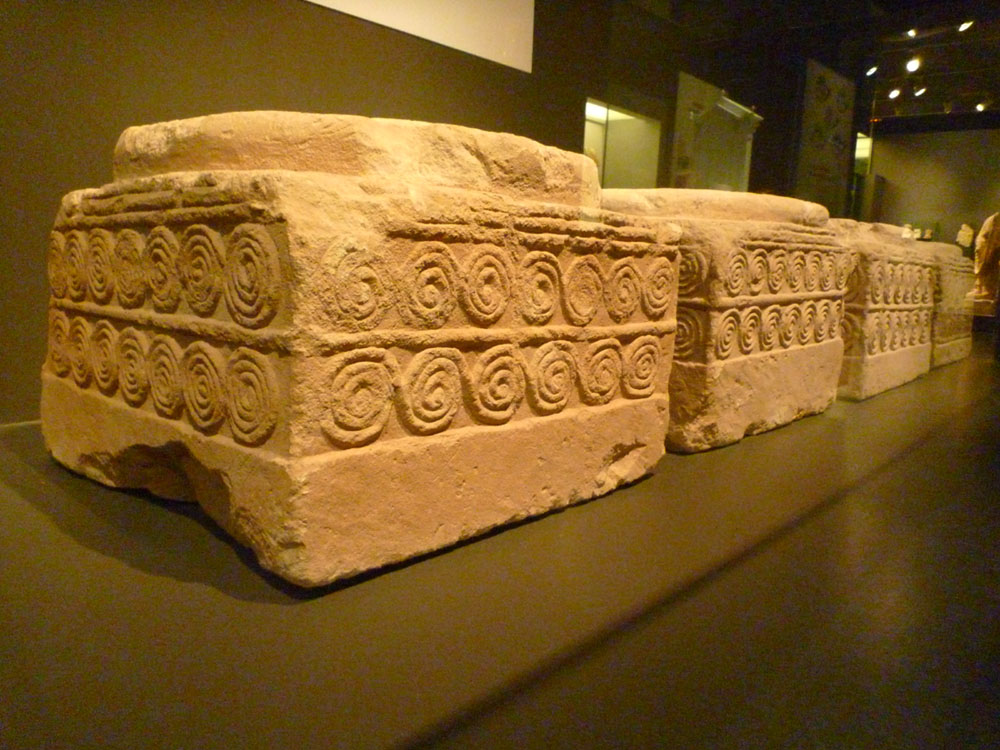
Bases provenant d'une basilique paléochrétienne d'Algezares.

## Numismatique, céramique et verrerie
La salle XI est consacrée à la numismatique moderne et contemporaine, des Rois catholiques jusqu'au roi Juan Carlos Ier d'Espagne et aux Mondiaux de football, en passant par les trésors constitués de monnaies frappées en Amérique espagnole qui ont été trouvées sous la Plaza de Esteve Mora de Murcie.
La dernière salle du musée est destinée à montrer la numismatique populaire murcienne des XVIIIe siècle et XIXe siècle, et à celle de l'industrie murcienne et de Carthagène dans tous les domaines, comme le verre de l'usine Santa Lucía située à Carthagène, ou bien encore dans tout domaine économique et artistique qui s'est développée durant la deuxième moitié du XIXe siècle.

## Héraldique
Dans les cours et les vestibules, il est possible de contempler une importante collection de boucliers héraldiques qui proviennent d'édifices nobles de Murcie datant de la Renaissance et de l'époque baroque.

## Annexe